# Труфаново (Кичменгско-Городецкий район)
Труфаново — деревня в Кичменгско-Городецком районе Вологодской области.
Входит в состав Кичменгского сельского поселения, с точки зрения административно-территориального деления — в Пыжугский сельсовет.
Расстояние до районного центра Кичменгского Городка по автодороге составляет 13 км. Ближайшие населённые пункты — Данилово, Дорожково, Алексеево, Мартыново, Попово.
Население по данным переписи 2002 года — 25 человек (12 мужчин, 13 женщин). Всё население — русские.